# Chrysolampus cecus
Chrysolampus cecus är en stekelart som beskrevs av T.C. Narendran 2003. Chrysolampus cecus ingår i släktet Chrysolampus och familjen gropglanssteklar.
Artens utbredningsområde är Vietnam. Inga underarter finns listade i Catalogue of Life.